# Жугич, Божидар
Божидар Жугич (серб. Божидар Жугић; 14 марта 1915 года, Новаковичи — 13 апреля 1941, Гложан) — поручик Югославской королевской армии, участник Апрельской войны 1941 года.

## Биография
Родился 14 марта 1915 года в селе Новаковичи (ныне территория общины Жабляк). Окончил начальную школу в Приеполе, в 1931 году окончил Плевскую гимназию. В 1931—1935 годах учился в Белградской военной академии, имел звание поручика (лейтенанта) инженерных войск. Службу проходил в 10-м гарнизонном полку, в составе которого участвовал в Апрельской войне. В ходе оккупации Югославии и последующей партизанской войны погибли братья Божидара.
Венгерский мобильный корпус, оснащённый немецкими и итальянскими танками, в ходе боёв заставил 10-й гарнизонный полк югославских войск уйти к Нови-Саду. В связи с тем, что югославов постоянно обстреливали, 13 апреля 1941 года в Гложане (община Бачки-Петровац) командир полка Божидар Ристич (или Росич, серб. Божидар Ристић / Росић) предпринял попытку подписать капитуляцию перед венгерскими войсками. Противник потребовал полного разоружения личного состава полка: ожидая капитуляции, он направил местного жителя, Штефана Дудока, в качестве переводчика. На встречу прибыл венгерский комендант в сопровождении вооружённой охраны. Однако вместе с 16 сослуживцами Жугич выступил против капитуляции, заявив, что так не защищают страну во время войны.
По свидетельствам современников, Жугич сначала разразился бранью в адрес венгерского коменданта, назвав того трусом, который хотел заставить солдат сдаться без боя: Дудок даже побоялся это переводить, глядя на венгра. Затем он заявил Ристичу буквально следующее:

Господин полковник, так не защищают отечество. Я не предаю, офицер Королевства Югославии не может предать, он может только погибнуть.
Оригинальный текст (серб.)Господине пуковниче, тако се отаџбина не брани. Ја се не предајем, официр Краљевине Југославије се не предаје, он може само да погине.

Отказавшись подчиняться приказам Ристича, Жугич взял пистолет, из которого застрелил и командира своего полка, и венгерского коменданта. В ответ на это венгерские части открыли огонь по солдатам, расстреляв всех, кто находился на месте, а тело Жугича раздавили танком и выставили на публичное обозрение в целях устрашения местных жителей. Почти всех убитых отпевал Любиша Попович из Бегеча: отпевать Жугича, который был похоронен отдельно от остальных солдат, ему запретили венгерские оккупационные власти. Вместе с тем одна из будапештских ежедневных газет упомянула некое заявление фельдмаршала Максимилиана фон Вейхса, в котором тот отдавал должное поступку Жугича, называя его «лучшим нравственным и патриотическим поступком солдата». Перезахоронение останков Жугича состоялось только в 1959 году.
Партизаны считали Жугича национальным героем, отказавшимся капитулировать перед союзниками гитлеровской Германии. Однако в послевоенные годы власти Плевли препятствовали возведению памятника Жугичу и ходатайствам о присвоении ему звания Народного героя Югославии: поводом считалось упоминание короля Югославии в речи. В 1964 году представители Союза ветеранов Народно-освободительной войны из Гложана добились установки памятника на кладбище. На средства матери Божидара, Марии, был изготовлен ещё один памятник, который только в 1966 году, уже после кончины матери и после разрешения со стороны властей был официально открыт на мосту у села Джурджевича-Тара. В 1990-е годы на могиле Жугича был установлен новый памятник с христианским крестом и новым гербом Союзной Республики Югославия.
В 2023 году посмертно награждён медалью Милоша Обилича за храбрость.